# Roxy (bioscoop in Amsterdam)
De Roxy was een bioscoop in de Kalverstraat in Amsterdam-Centrum van 1912 tot 1983.
De bioscoop opende onder de naam "Cinema Palace" in 1912 aan de Kalverstraat vlak bij de Munttoren. De bioscoop was in opdracht van Jean Desmet gebouwd door Middelstad NV. De bioscoop lag naast de een maand eerder geopende Cinema de la Monnaie en de zaal had 550 stoelen. Opvallend was dat de bioscoop om een winkelpand heen gebouwd was. In 1927 werd de bioscoop tijdelijk gesloten.
In 1928 werd de bioscoop na een grote verbouwing heropend onder de naam "Roxy" en had nu 525 stoelen. In 1936 werd de
exploitatie overgenomen door Tubem N.V., een dochter van de Tuschinski-Bioscoop-Exploitatie-Maatschappij NV. Net als alle andere theaters van Tuschinski werd in de jaren 1940-1945 de bioscoop geconfisqueerd. Toch vond er in 1941 nog een verbouwing van de foyer plaats. Na de bevrijding nam Tuschinski het theater in zijn geheel over.
In 1982 werd de bioscoop weer tijdelijk gesloten en vond er een verbouwing plaats waarbij het aantal stoelen werd teruggebracht tot 438. In 1983 werd de bioscoop weer heropend maar het mocht niet meer baten en nog hetzelfde jaar werd de bioscoop na iets meer dan 3 maanden heropend te zijn definitief gesloten. Het pand bestaat nog steeds en in het pand bevindt zich tegenwoordig een kledingwinkel met de naam "Roxy" die hiermee de naam laat voortleven. Het pand is, afgezien van de winkel, nog goed herkenbaar als voormalig bioscoop.
De van 1987 tot 1999 bestaande RoXY was in een ander pand aan het Singel gevestigd en had, behalve de naam, niets met de voormalige bioscoop van doen.

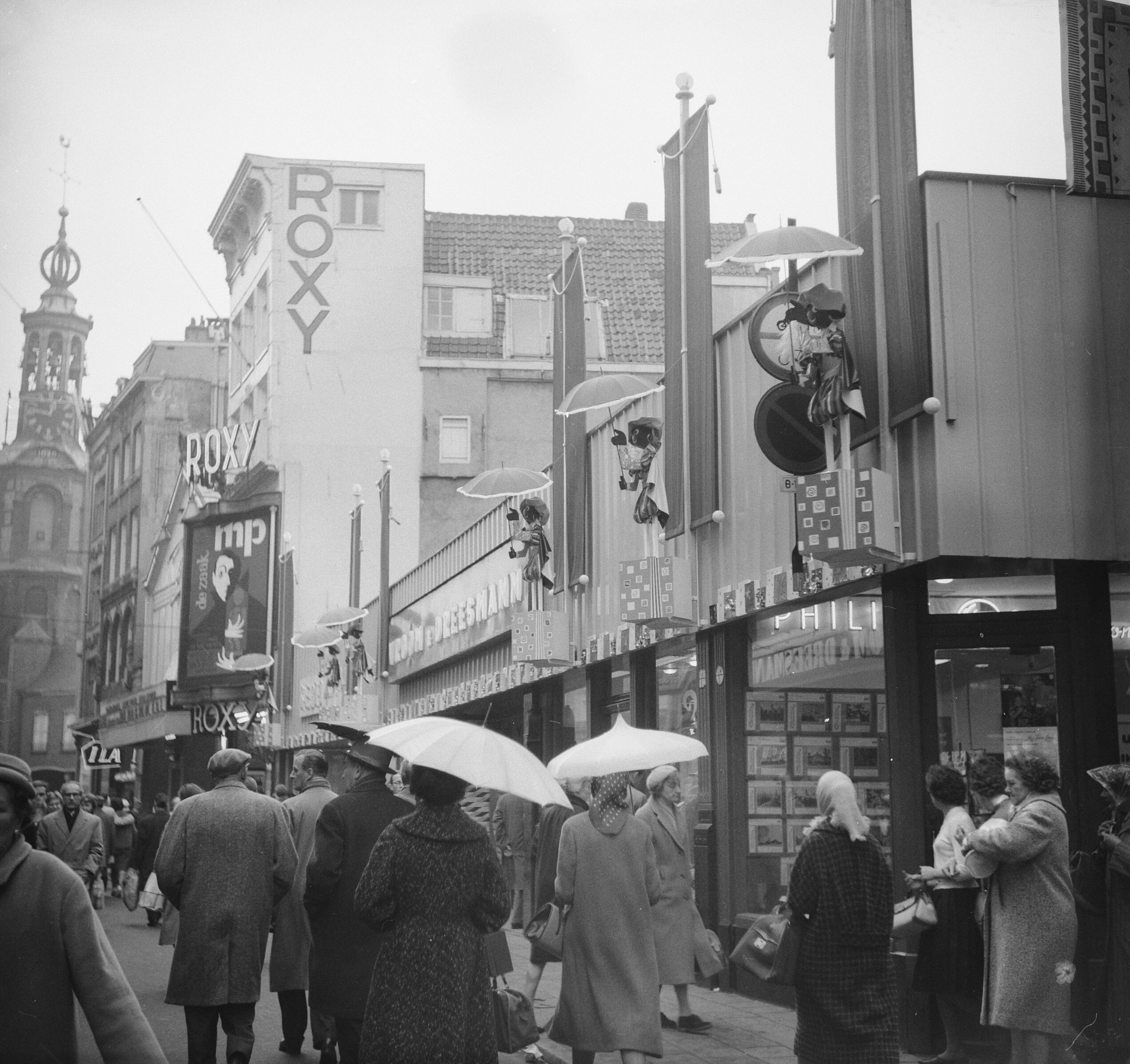
Roxy in 1960